# 원구 (군가)

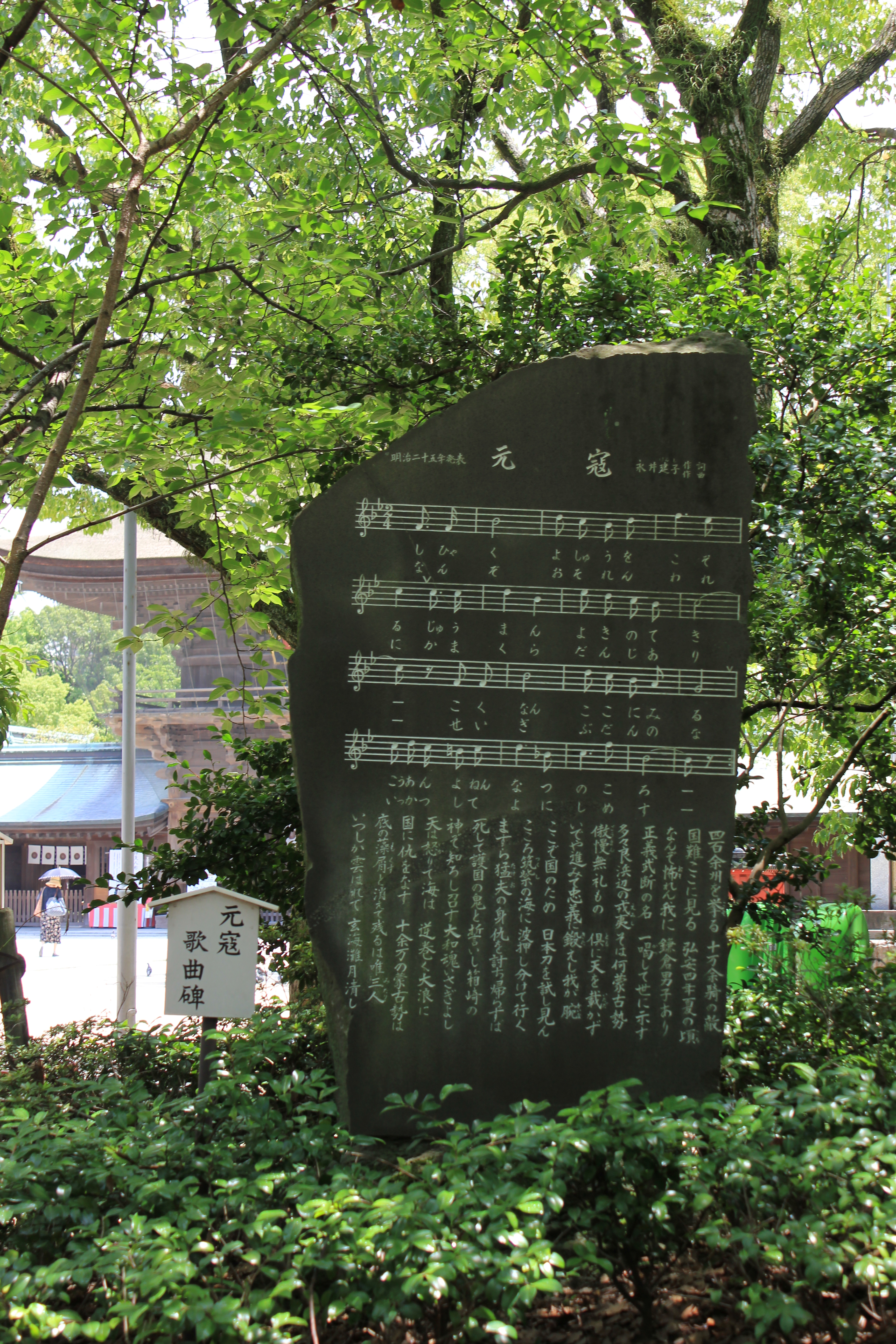
가곡비(歌曲碑)

〈원구〉(元寇)는 1892년(메이지 25년) 발표된 군가이다. 전부해서 4절까지 있다. 작사작곡은 육군군악대사관 나가이 겐시이나, 당시 그가 호로서 사용하고 있던 인뢰거사(人籟居士)의 명의 아래 발표되었다.
원나라의 습래를 테마로 한 곡으로 다이쇼 천황도 애창하여 노래한 뒤에는 측근에게 "자네, 함구할 테지?(お前、閉口か)"라며 웃어보였다 한다. 구로사와 아키라의 감독 제2작 《제일 아름다운》에서 효과적으로 사용되고 있다.
교가 〈서울의 서북〉(都の西北)이 제정되기 이전까지 와세다 대학에서는 1902년 대학개교식 축전 시 쓰보우치 쇼요가 〈원구〉의 곡의 전용하여 작사한 기념가 〈황황오천의 거화〉(煌々五千の炬火)가 교가로서 불렸었다.
전후에도 개사곡으로 텔레비전에서도 사용되었으며 그 멜로디는 가사 이상으로 유명하다. 만화 《맨발의 겐》에서 작중의 주인공이 반복하여 부르는 "팔백팔주의 비렁뱅이, 소쿠리를 들고 문에 서서...(八百八州のこじき、ざる持って門に立ち…)"도 〈원구〉의 개사곡이다.

## 가사
《원사》를 인용하고 있으며, 라이 산요의 시 〈몽고래〉의 여러 구절과 전개에서 착상을 얻은 것으로 추측된다.
사백여주: 중국 전토를 이르는 말. 당나라 시대 중국에 주의 개수가 300을 웃돌았다는 데서 유래함.
고안 4년: 서기 1281년.
하코자키: 하코자키궁.
| 원문 | 한국어 번역 |
| --- | --- |
| 四百余州を挙る 十万余騎の敵 国難ここに見る 弘安四年夏の頃 なんぞ怖れん我に 鎌倉男児あり 正義武断の名 一喝して世に示す           | 사백여주서 거병한 십만여기의 적 국난이 닥쳐왔으니 때는 고안 4년 여름 두려울 게 무어냐 우리게 가마쿠라 남아 있거늘 정의무단의 이름 일갈에 세상에 드러내보리                          |
| 多々良浜辺の戎夷 そは何蒙古勢 傲慢無礼もの 倶に天を戴かず いでや進みて忠義に 鍛えし我が腕 ここぞ国のため 日本刀を試し見ん       | 다타라하마 바닷가의 오랑캐, 이는 바로 몽고의 군세 오만무례한 것들 너희와 어찌 같은 하늘을 이랴 자 나아가서 충의에 갈고닦은 이내 팔이여 지금이야말로 나라를 위해 일본도를 시험하리라 |
| こころ筑紫の海に 波押し分けてゆく ますら猛夫の身 仇を討ち帰らずば 死して護国の鬼と 誓いし箱崎の 神ぞ知ろし召す 大和魂いさぎよし | 마음이야 벌써 쓰쿠시 바다를 가로지른다 사내대장부된 자 원수를 갚고 돌아오지 못한다면 죽어 호국의 넋이 되리라 맹세한 하코자키의 신만이 아실 미련없는 야마토다마시                    |
| 天は怒りて海は 逆巻く大浪に 国に仇をなす 十余万の蒙古勢は 底の藻屑と消えて 残るは唯三人 いつしか雲はれて 玄界灘月清し           | 하늘은 노하고 바다는 소용돌이를 치나니 나라를 위협하는 십여만 몽고군은 바다 깊이 가라앉아 남은 것은 단 세 명 어느새 구름은 개고 현해탄의 달 맑도다                                  |